# Javier Soria Yoshinari
Javier Soria Yoshinari (Lima, 15 de diciembre de 1974) es un exfutbolista peruano de ascendencia japonesa. Jugaba de mediocampista o lateral izquierdo. Es hermano de David Soria.

## Selección nacional

### Participaciones en Copa América
| Torneo            | Sede     | Resultado   |
| ----------------- | -------- | ----------- |
| Copa América 1999 | Paraguay | 4° de final |

## Clubes
| Club             | País | Año       |
| ---------------- | ---- | --------- |
| Deportivo AELU   | Perú | 1992-1997 |
| Alianza Atlético | Perú | 1998-1999 |
| Sporting Cristal | Perú | 2000-2001 |
| Alianza Atlético | Perú | 2002-2008 |
| Cienciano        | Perú | 2009      |
| Atlético Minero  | Perú | 2010      |
| Cobresol         | Perú | 2011-2012 |